# Nemocnice Na Homolce
Nemocnice Na Homolce je pražské zdravotnické zařízení sídlící v Praze 5 – Motole, vybudované v 80. letech 20. století a původně zamýšlené pro funkcionáře komunistického režimu. Představuje příspěvkovou organizaci Ministerstva zdravotnictví, pečující o pacienty všech zdravotních pojišťoven v Česku bez ohledu na místo bydliště.

## Zaměření
Klinická činnost nemocnice je zaměřena třemi hlavními směry:
1. neuroprogram: léčbu onemocnění mozku, lebeční spodiny, míchy, páteře a periferní nervové soustavy
2. kardiovaskulární program: léčbu onemocnění srdce a cév
3. diagnostický program: vyšetřování pacientů.

Kromě toho nemocnice zajišťuje ambulantní péči a chirurgickou léčbu v dalších oborech medicíny. Nemocnice má status vědecko-výzkumného pracoviště a je držitelem příslušných akreditací.

## Historie
Nemocnice byla postavena v letech 1984 až 1989, byla otevřena 15. července 1989 jako účelové zdravotnické zařízení pro vysoké komunistické funkcionáře pod oficiálním názvem Státní ústav národního zdraví, ale známější byl lidový název Sanopz (původní SANOPZ – Sanatorium poštovních zaměstnanců sídlilo v Praze 5: poliklinika v ulici Na Cihlářce č. 6 a lůžkové oddělení ve starší budově dnešní Rehabilitační kliniky Na Malvazinkách). V nových prostorách fungovalo jako nemocnice pro prominenty jen krátce. 25. listopadu 1990 byla rozhodnutím ministra zdravotnictví zřízena státní příspěvková organizace Nemocnice Na Homolce a zařízení bylo zpřístupněno veřejnosti (zřizovací listina). Postupně byla otevřena specializovaná pracoviště neurologická, neurochirurgická, cévněchirurgická, kardiologická a kardiochirurgická.
V roce 1992 zde vzniklo unikátní pracoviště Leksellova gama nože. První Leksellův gama nůž instalovaný v Nemocnici Na Homolce byl v pořadí 37. na světě a teprve 8. v Evropě. Nemocnice ho měla propůjčený od Nadace Charty 77, která ho zakoupila za sto milionů korun získaných v celonárodní sbírce. V roce 2009 nemocnice gama nůž Nadaci Charty 77 vrátila a pořídila si nový typ Perfexion, který byl v roce 2019 modernizován na model Icon. Technologie je v Česku dostupná stále pouze na Homolce.
Ve druhé polovině 90. let zde bylo založeno první PET centrum v Česku. Homolka ho vybudovala ve spolupráci s Ústavem jaderného výzkumu Řež a bylo unikátní tím, že šlo o modelový projekt podporovaný Mezinárodní agenturou pro atomovou energii. Tím, že se osvědčilo v klinické praxi, otevřelo cestu pro další rozšiřování PET technologie do zdravotnických zařízení u nás i v zahraničí. První vyšetření pacienta pomocí PET (pozitronové emisní tomografie) provedli zdejší lékaři 25. srpna 1999 a jednalo se o vůbec první využití této metody nukleární medicíny v zemích postkomunistické Evropy.
V roce 2005 Homolka získala jako první nemocnice v Česku operačního robota Da Vinci, na kterém lékaři provedli téměř jeden a půl tisíce operací. Byly mezi nimi i světově unikátní výkony. V roce 2016 nemocnice pořídila modernější typ, robota druhé generace – Da Vinci Xi. Zařízení se stalo součástí nově vybudovaného multioborového pracoviště se dvěma operačními sály. Robotické zařízení je na Homolce využíváno chirurgy z oddělení urologie, cévní chirurgie, kardiochirurgie, všeobecné chirurgie a gynekologie. Homolka je také školicím centrem v robotické chirurgii.
V roce 2018 měla homolecká nemocnice 1 787 zaměstnanců a disponovala 357 lůžky. Za rok hospitalizovala 20 790 pacientů, provedla 15 591 operací a 1 192 860 ambulantních vyšetření.

## Úplatkářství a manipulace sveřejnými zakázkami

### Kauza nákupu gama nože
V souvislosti s nákupem gama nože byl v roce 2014 bývalý ředitel nemocnice Vladimír Dbalý a jeho bývalý náměstek Michal Toběrný obviněni z přijetí úplatku ve výši 5,7 miliónu korun. V září 2018 byl odsouzena skupina obviněných v čele s Dbalým v toto kauze Městským soudem v Praze. Vladimír Dbalý byl odsouzen k 9 letem odnětí svobody a propadnutí majetku, Michal Toběrný na 8 let a k pokutě 5 milionů korun, Petr Kutil na 6 let a k pokutě 4 miliony korun, Pavel Kocourek na 5 let a k pokutě milion korun, Tomáš Kadlec na 6 let a k pokutě 300 tisíc korun, Josef Veselý na 4 roky a k pokutě 60 tisíc korun, Jozef Kalavský na 5 let a k pokutě 2 miliony korun.

### Kauza digitalizace chorobopisů
V červnu 2014 roku poslal Dbalého soud do vazby kvůli podezření ze zmanipulování zakázky na digitalizaci chorobopisů, kvůli níž nemocnici vznikla škoda nejméně 57 milionů korun; byl obviněn z praní špinavých peněz a sjednání výhody při zadání veřejné zakázky. Dbalý si podle deníku, který si vedl v letech 2006 až 2011, chodil pro úplatky a úkoly k Ivo Rittigovi a advokátům Šachta & Partners. V dubnu 2015 byl Dbalý z vazby propuštěn na kauci.

### Kauza externích služeb pro nemocnici
Na jaře 2015 byli v souvislosti s veřejnými zakázkami na poradenské, účetní, medicínsko-právní a právní služby obviněni z trestných činů přijetí úplatku, porušení povinnosti při správě cizího majetku, sjednání výhody při zadání veřejné zakázky, pletichy při veřejné soutěži a veřejné dražbě a podplácení ředitel Dbalý, někdejší ekonomka nemocnice Bialešová, advokát kanceláře MSB Legal David Michal, bývalý poradce ředitele nemocnice Zdeněk Čáp, poradce Josef Kantůrek a externí právník nemocnice Roman Žďárek. Za právní služby nemocnice zaplatila kanceláři Šachta & Partners 25 milionů korun, za což v roce 2015 musela zaplatit pokutu od finančního úřadu ve výši 28,7 milionu korun kvůli porušení rozpočtové kázně v letech 2009 až 2011. Nemocnici hrozí, že bude muset zaplatit přes 350 milionů korun kvůli opakovanému porušování zákonů.

### Pokuta za obcházení zákona o veřejných zakázkách
V listopadu 2015 bylo zveřejněno, že Finanční úřad pro hlavní město Prahu uložil Nemocnici Na Homolce pokutu ve výši téměř tří miliard korun za obcházení zákona o veřejných zakázkách. Nemocnice veškerý zdravotnický materiál nakupovala prostřednictvím dceřiné společnosti Holte Medical. Vedení nemocnice se proti pokutě odvolalo.